# Vicente Guerrero, La Trinitaria
Vicente Guerrero är en ort i Mexiko.   Den ligger i kommunen La Trinitaria och delstaten Chiapas, i den sydöstra delen av landet, 900 km öster om huvudstaden Mexico City. Vicente Guerrero ligger 1 122 meter över havet och antalet invånare är 834.
Terrängen runt Vicente Guerrero är huvudsakligen kuperad, men den allra närmaste omgivningen är platt. Runt Vicente Guerrero är det ganska glesbefolkat, med 43 invånare per kvadratkilometer. Närmaste större samhälle är Rodulfo Figueroa, 12,8 km sydväst om Vicente Guerrero. I omgivningarna runt Vicente Guerrero växer huvudsakligen savannskog.